# Derweze
Derweze (z turkm. brama) – wieś w środkowym Turkmenistanie, w wilajecie achalskim, w etrapie Gökdepe, na pustyni Kara-kum, 260 km na północ od Aszchabadu. W 2022 roku liczyła ok. 2,2 tys. mieszkańców, głównie Turkmenów z plemienia Teke prowadzących półkoczowniczy tryb życia. 

## „Wrota do piekła”
Rejon Derweze jest bogaty w gaz ziemny. W 1971 roku, podczas wykonywania wiercenia geologicznego ok. 20 km na północ od wsi, przewiercono płytko położone złoże, tak zwaną kieszeń gazową, przez co wpadły tam wszystkie maszyny wiertnicze. W wyniku znacznego obniżenia ciśnienia złożowego teren, na którym znajdowała się wiertnia, zapadł się, pozostawiając lej o głębokości około 20 m i średnicy 70 m. Aby zapobiec zanieczyszczeniu gazem atmosfery, radzieccy naukowcy zdecydowali się go podpalić. Przewidywano, że wypali się po kilku dniach, jednak w zapadlisku, zwanym „wrotami piekieł”, płonie on do dziś.